# 丘穆凯迪马
丘穆凯迪马（Chumukedima），是印度那加兰邦Dimapur县的一个城镇。总人口16510（2001年）。

## 人口
该地2001年总人口16510人，其中男性8652人，女性7858人；0—6岁人口2726人，其中男1426人，女1300人；识字率68.93%，其中男性为72.55%，女性为64.95%。